# Aspån, Dalarna
Aspån är ett vattendrag i Dalarna, Falu och Borlänge kommuner. Den är ett av källflödena till Lillälven i Dalälvens vattensystem och cirka 12 kilometer lång, inklusive källflöden cirka 20 kilometer. Ån kommer från sjön Stora Aspan i västra delen av Falu kommun och strömmar åt sydost genom Aspeboda mot viken Ösjön i Runn. Där mynnar den nordväst om Ornäs (i Borlänge kommun).